# Alpenland (2022)
Alpenland ist ein österreichischer Dokumentarfilm, der sich mit dem über acht Länder erstreckenden Lebensraum der Alpen beschäftigt. Dabei werden speziell die problematischen Seiten des Massentourismus, die Landflucht, sowie die sich zunehmend bemerkbar machenden Folgen der globalen Erwärmung beleuchtet.

## Inhalt
In Alpenland porträtiert Regisseur Robert Schabus Bewohnerinnen und Bewohner aus sechs alpinen Dörfern in Österreich, Italien, Deutschland, Frankreich und der Schweiz und zeigt dabei verschiedene Problemfelder mit denen die dort lebenden Menschen konfrontiert sind.
Im Kärntner Flattach kämpft eine Familie um den Fortbestand des seit Generationen in Familienbesitz befindlichen Bauernhofes. In Garmisch-Partenkirchen in Bayern ist Wohnraum für Einheimische zunehmend nicht mehr leistbar, während mit hohem finanziellen Aufwand versucht wird den Wintertourismus der Klimaerwärmung zum Trotz weiter aufrechtzuerhalten. 
In Premana in der Lombardei kann aufgrund des traditionell tief verwurzeltem Handwerks der Eisenbearbeitung der Bevölkerung eine Perspektive geboten werden, doch sind die Produktionsbedingungen äußerst schwierig. Im Französischen Méribel schließt schon bald die Praxis des Gemeindearztes und somit die lokale medizinische Versorgung für die Bevölkerung. Und in Zermatt im Schweizer Kanton Wallis sind die Mieten für die hunderten Portugiesischen Gastarbeiter so hoch, dass diese sich das Leben im Ort nicht leisten können.

## Produktion und Auswertung
Alpenland wurde von der in Wien ansässigen Nikolaus Geyrhalter Filmproduktion (Erde, Unser täglich Brot) produziert. Finanziert wurde der Film durch Fördermittel aus den Töpfen des Österreichischen Filminstituts, des ORF (Film- und Fernsehabkommens), des Filmfonds Wien und aus dem Kulturförderbudget des Bundeslandes Kärnten. 
Gedreht wurde über die Dauer von etwa einem Jahr, von Mai 2019 bis August 2020, in Österreich, Deutschland, Italien, Frankreich und der Schweiz.
Seine Uraufführung feierte der Film im April 2022 auf dem Filmfestival Diagonale in Graz, seine internationale Premiere folgte im Mai desselben Jahres beim DOK.fest München. 
Der österreichische Kinostart erfolgte am 10. Juni 2022 im Verleih des Filmladens.

## Auszeichnungen und Nominierungen
Internationales Bergfilmfestival Tegernsee 2022
- Hauptpreis Großer Preis der Stadt Tegernsee

Österreichischer Filmpreis 2023
- Nominierung in der Kategorie Beste Kamera (Lukas Gnaiger)